# Winlogon

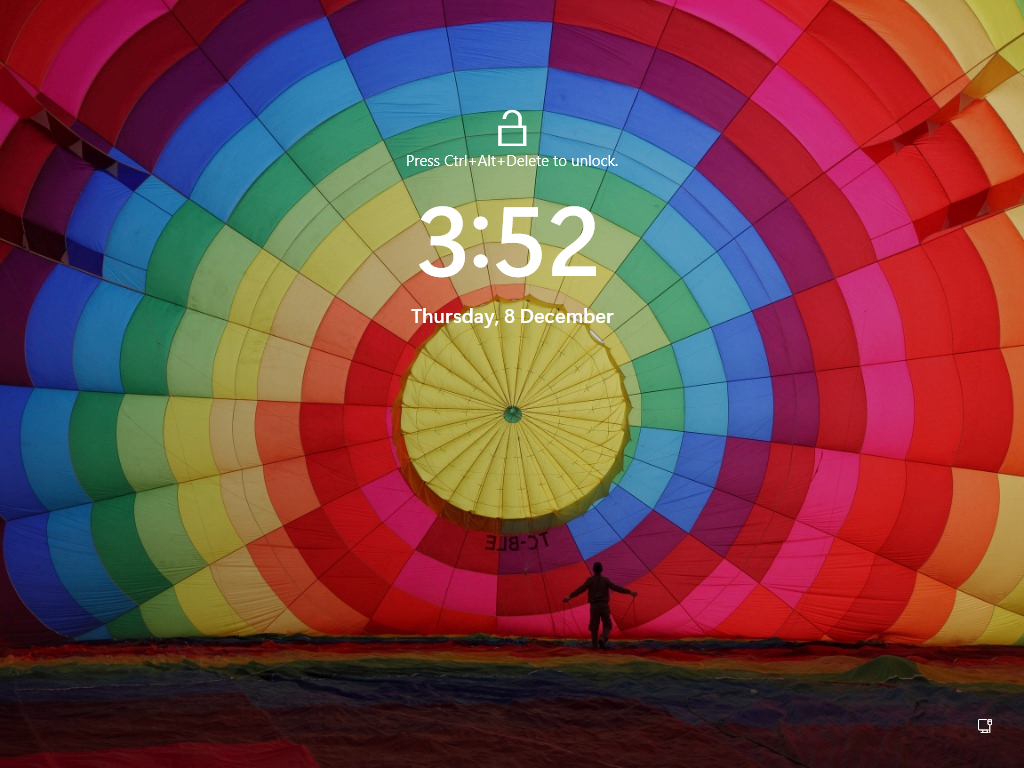
La schermata di pre-login di Windows 11, che chiede all'utente di premere Ctrl+Alt+Canc

Winlogon (Windows LogOn Process), conosciuto anche come winlogon.exe nel task manager, è un processo di sistema di Microsoft Windows che gestisce il logon interattivo e altri aspetti, come l'autenticazione delle credenziali all'utente e altri startup. Winlogon assicura la sicurezza e la stabilità del sistema operativo, quindi non deve essere terminato. Il processo si occupa anche di avviare la sessione utente e la shell.
Winlogon, inoltre, tramite il SAS (Security Attention Sequence), impedisce ai trojan di recuperare informazioni sensibili sull'utente. Talvolta capita che winlogon.exe in realtà sia un virus: alcuni virus, infatti, si camuffano da winlogon.exe, tra questi Netsky, Sober e Rontokbro.
In Windows XP Winlogon controlla se la copia di Windows installata possiede una licenza valida.
In Windows Vista il ruolo di Winlogon è stato modificato significativamente.